# Hardangerjøkulen
Hardangerjøkulen (belägen 1 861 meter över havet)
är den sjätte största glaciären på Norges fastland. Den ligger i Eidfjords och Ulviks kommuner i Hordaland fylke och är en typisk platåglaciär på vattendelaren mellan Østlandet och Vestlandet. Ytan är 73 km².
Glaciären har minskat i storlek sedan 1700-talet. Glaciärtungornas längd har minskat med flera hundra meter och glaciärens höjd, som år 1925 var 1 875 meter över havet, är nu en fast punkt på 1 861 meter över havet.

## Övrigt
I Star Wars-filmen Rymdimperiet slår tillbaka (1980), används Hardangerjøkulen som inspelningsplats för scenerna som föreställer isplaneten Hoth.